# 수도공과대학
수도공과대학(首都工科大學)은 서울특별시 마포구에 있었던 사립 대학이다.

## 연혁
- 1962년 : 수도공업초급대학으로 개교
- 1964년 : 수도공과대학으로 개편
- 1971년 : 홍익대학교에 인수 및 통합

## 폐교 이후
폐교 이후, 수도공과대학 부지는 수도전기공업고등학교에서 이용하다가, 1978년에 수도전기공업고등학교가 이전한 후에는 한국산업인력공단이 들어와 2014년에 울산광역시로 이전할 때까지 사용하였다.

## 같이 보기
- 한국전력공사
- 수도전기공업고등학교